# Estádio da Reunificação
O Estádio da Reunificação (em francês: Stade de la Reunification) é um estádio multiuso localizado na cidade de Duala, nos Camarões, inaugurado em 25 de fevereiro de 1972 em razão de ter sido uma das sedes oficiais da Campeonato Africano das Nações de 1972 realizada no país. Os clubes locais Union Douala e Caïman Douala mandam ali seus jogos oficiais por competições nacionais e continentais. A Seleção Camaronesa de Futebol também realiza esporadicamente partidas no estádio. 

## Histórico
Originalmente, sua capacidade máxima era de 30 000 espectadores. Posteriormente, o estádio passou por uma remodelação completa que expandiu a capacidade máxima para os atuais 39 000 espectadores de modo a sediar partidas oficiais do Campeonato Africano das Nações de 2019. Entretanto, em decorrência de falhas em questões de infraestrutura e segurança, a Confederação Africana de Futebol (CAF) decidiu transferir a realização do torneio para o Egito, enquanto que Camarões passaria sediar a edição seguinte em 2021. Entretanto, o estádio acabou não sendo escolhido pela Federação Camaronesa de Futebol para sediar partidas da competição.

No entanto, o estádio foi selecionado para ser uma das sedes oficiais do Campeonato das Nações Africanas de 2020, realizado no país. Na ocasião, recebeu jogos da fase de grupos, 1 partida das quartas-de-final e a decisão pelo 3.º lugar da competição.